# Griekenland op het Eurovisiesongfestival 2012
Griekenland nam deel aan het Eurovisiesongfestival 2012 in Bakoe, Azerbeidzjan. Het was de 33ste deelname van het land aan het Eurovisiesongfestival. De ERT was verantwoordelijk voor de Griekse inzending van 2012.

## Selectieprocedure
Om de Griekse inzending voor het Eurovisiesongfestival van 2012 te selecteren, werd door omroep ERT een nationale finale georganiseerd. Deze vond op 12 maart 2012 plaats in een winkelcentrum in hoofdstad Athene en werd gepresenteerd door Maria Kozakou and Giorgos Frantzeskakis. De winnaar werd bepaald door een jury en televoting, die beide 50% van de stemmen in handen hadden. Zangeres Eleftheria Eleftheriou werd gekozen om Griekenland te vertegenwoordigen met haar liedje Aphrodisiac.

### Uitslag
| Artiest                | Lied             |
| ---------------------- | ---------------- |
| Dora                   | "Baby I’m Yours" |
| Cassiopeia             | "Killer Bee"     |
| Velvet Fire            | "No Parking"     |
| Eleftheria Eleftheriou | "Aphrodisiac"    |

## In Bakoe
Op het Eurovisiesongfestival trad Griekenland aan in de eerste halve finale op 22 mei 2012. Eleftheria behaalde er de vierde plaats, waarmee zij zich met gemak kwalificeerde voor de finale. In de finale op 26 mei geraakte Griekenland, ondanks dat het de volle 12 punten had ontvangen van Albanië en Cyprus, echter niet hoger dan een 17e plaats. Hiermee kwam prompt een einde aan de succesvolle reeks van top 10-noteringen die het land sinds 2004 acht keer op rij had behaald.
1974 · 1975 · 1976 · 1977 · 1978 · 1979 · 1980 · 1981 · 1982 · 1983 · 1984 · 1985 · 1986 · 1987 · 1988 · 1989 · 1990 · 1991 · 1992 · 1993 · 1994 · 1995 · 1996 · 1997 · 1998 · 1999-2000 · 2001 · 2002 · 2003 · 2004 · 2005 · 2006 · 2007 · 2008 · 2009 · 2010 · 2011 · 2012 · 2013 · 2014 · 2015 · 2016 · 2017 · 2018 · 2019 · 2020 · 2021 · 2022 · 2023 · 2024 · 2025
Albanië · Azerbeidzjan · België · Bosnië en Herzegovina · Bulgarije · Cyprus · Denemarken · Duitsland · Estland · Finland · Frankrijk · Georgië · Griekenland · Hongarije · Ierland · IJsland · Israël · Italië · Kroatië · Letland · Litouwen · Macedonië · Malta · Moldavië · Montenegro · Nederland · Noorwegen · Oekraïne · Oostenrijk · Portugal · Roemenië · Rusland · San Marino · Servië · Slovenië · Slowakije · Spanje · Turkije · Verenigd Koninkrijk · Wit-Rusland · Zweden · Zwitserland